# Economía de Antigua y Barbuda
El turismo domina la economía de Antigua y Barbuda, produciendo casi  60% del PIB  y 40% de las inversiones. La disminución  de turistas desde el año 2000 obligó al gobierno a transformar el país en un paraíso fiscal. La producción agrícola  está centrada en el ámbito doméstico y limitada por el reducido suministro de agua y una disminución  de la mano de obra debido a los mejores salarios en los sectores de turismo y construcción.
Es importante también la producción agrícola de caña de azúcar, algodón y frutas; así como el refino de petróleo y las manufacturas textiles, de carpintería y de producción de ron. Produce algo de cerveza, ropas, cemento, artesanías locales y muebles.
La moneda oficial es el Dólar del Caribe Oriental (East Caribean Dollar), con una paridad fija de 2,7:1 con el dólar estadounidense desde el año 1976. El producto bruto interno fue de 18.100 dólares per capita en 2009, año de una retracción de 6,5% del PIB. La tasa de inflación anual es muy baja (1,5% en 2007).